# Macia
Macia é uma vila moçambicana, sede do distrito de Bilene (província de Gaza). Encontra-se situada junto da Estrada Nacional n.º 1, a principal estrada norte/sul do país, a cerca de 140 km a norte de Maputo, no local de início das rodovias para a Praia do Bilene e para o Chókwè. A povoação foi elevada a vila em 9 de Novembro de 1957.
Em 2 de abril de 2008 o governo moçambicano anunciou a criação do município da Macia, na sequência da expansão do processo de autarcização do país a 10 novas vilas, uma em cada província. Na sequência das eleições autárquicas de 2008, Reginaldo Mariquele, eleito pelo Partido Frelimo, foi empossado como primeiro Presidente do Conselho Municipal da Macia em 29 de Janeiro de 2009 .

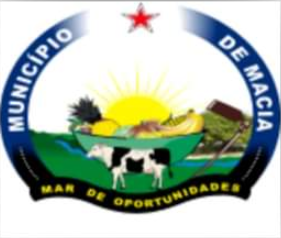
Brasão

## Ligação externa
Macia no Google Maps